# Para verte mejor
Para verte mejor é uma telenovela venezuelana produzida por Sandra Rioboó para a Venevisión e exibida entre 25 de julho e 5 de dezembro de 2017.
A trama é protagonizada por José Ramón Barreto.

## Exibição
Foi exibida no Brasil entre 27 de março a 3 de agosto de 2023,em 81 capítulos,substituindo O Amor Está Por Ai, e sendo substituída por  Gata Selvagem,dublada em português, através do canal novelissima, disponível no serviço de streaming gratuito Samsung Plus,na posição 2138, sob o título Para verte melhor.
Na exibição do canal novelíssima,a novela foi transmitida na íntegra até o capítulo 80, exibido na sexta-feira,dia 14 de julho de 2023. A partir da segunda-feira seguinte, dia 17,a novela, assim como os demais títulos exibidos pelo canal, teve um retrocesso de três semanas (prática recorrente no canal), exibindo somente o último capítulo ao final deste período, no dia 03 de agosto.
A novela encontra-se completa e dublada,em 93 capítulos,no catálogo do Vix disponível desde 2021.
A telenovela foi exibida na TV Miramar em Moçambique desde o dia 15 de agosto de 2019 com dublagem portuguesa e sendo exibida com o título de "Para Ver-Te Melhor".
Foi exibida pela segunda vez pelo Novelissima entre 11 de fevereiro a 13 de junho de 2025 substituindo novamente O Amor Está Por Aí e sendo substituída por A Mulher Perfeita.
Foi exibida pelo canal Fast +Novelas no streaming +SBT desde 07 de abril de 2025 até 13 de agosto de 2025 substituindo Amor Inesperado e sendo substituída por Gata Selvagem.
Outras mídias
A novela foi disponibilizada pelo serviço de streaming +SBT em 93 capítulos originais, dublada em português, no dia 24 de abril de 2025.

## Elenco
- José Ramón Barreto - Guillermo Luis[7]
- Michelle De Andrade - Ana de los Angeles[8]
- Mandi Meza - Yenny Coromoto
- Adrián Delgado - Cristóbal Andrés
- Sonia Villamizar - Nancy Margarita de Ibáñez
- Luis Gerónimo Abreu - Onofre Villahermosa "El Fantasma"
- Adriana Romero - Clara Cienfuegos de Parra
- Juan Carlos Gardié - Jairo Jesús
- María Antonieta Duque - Lázara Martínez
- Simón Pestana - Carlos Enrique Ibáñez
- Dora Mazzone - María José
- Aroldo Betancourt - Pablo
- Eulalia Siso - Carlota Miguelina Martínez
- Felix Loreto - Conrado Sosa
- Patricia Schwarzgruber - Marilda Cienfuegos
- Laureano Olivares - Rafael Tadeo
- Sabrina Salemi - Mireya Sosa
- Liliana Meléndez - Pura
- José Luis Zuleta - Beltrán Parra
- Rafael Romero - Venancio
- Karlis Romero - Pura "Purita"
- José Manuel Suárez - Luis Martínez
- Edmary Fuentes - Mikaela Martínez
- Ángel Casallas - Pedrote Martínez
- Alejandra Machado - Patricia

## Produção
- Teve título provisório de Amor a primera vista.[9]
- A trama contará com 120 capítulos divididos em 5 temporadas de 24 episódios cada. As filmagens da série começar no final de agosto.[10][11]